# ライヴ・フロム・マディソン・スクエア・ガーデン
『ライヴ・フロム・マディソン・スクエア・ガーデン』(英語: Live from Madison Square Garden)は、エリック・クラプトンとスティーヴ・ウィンウッドが2009年に連名で発表したライブ・アルバム。2008年2月に行われたマディソン・スクエア・ガーデン公演のライブ音源が収録されており、クラプトンの所属レーベルであるリプリーズ・レコードから発売された。

## 背景
クラプトンとウィンウッドは1969年にブラインド・フェイスを結成したが、同年のうちに解散。しかし、2007年には両名の再共演ライブが度々行われるようになった。5月19日には、バークシャーで開催されたカントリーサイド・ロックスというコンサートでクラプトンがウィンウッドのステージにゲスト参加し、同年7月28日にはシカゴで開催されたクロスロード・ギター・フェスティバルでは、ウィンウッドがクラプトンのステージにゲスト参加した。そして2008年2月25日、26日、28日には、クロスロード・ギター・フェスティバルと同様、クラプトンのバンドにウィンウッドが加わる形でマディソン・スクエア・ガーデン公演が行われた。
収録曲のうち「泣きたい気持」、「プレゼンス・オブ・ザ・ロード」、「オール・ライト」、「マイ・ウェイ・ホーム」の4曲は、ブラインド・フェイス唯一のアルバム『スーパー・ジャイアンツ』からの曲である。また、両名のソロ・アルバムの曲に加えて、クラプトンが在籍していたデレク・アンド・ザ・ドミノスの曲、ウィンウッドが在籍していたトラフィックの曲、それにカヴァー曲も演奏された。収録曲のうち2曲はジミ・ヘンドリックスのカヴァーで、「リトル・ウィング」はデレク・アンド・ザ・ドミノスのアルバム『いとしのレイラ』（1970年）でもカヴァーされており、「ヴードゥー・チャイル」は、ウィンウッドがオリジナル・ヴァージョンのレコーディングにゲスト参加した。ウィンウッドによれば、この時の共演ライブは3日間だけなので、選曲に関しては敢えてシンプルな曲に焦点を当てたという。
CDは2枚組で発売され、21曲入りとなった。一方、DVDは「ロウ・ダウン」が外されて20曲入りとなり、ボーナス映像を収録したディスク2が追加された。

## 反響・評価
ドイツのアルバム・チャートでは8位に達し、33週チャート圏内に入るヒットを記録した。一方、クラプトンとウィンウッドの母国イギリスでは、全英アルバムチャートで最高40位に終わり、チャート入りも2週にとどまった。
第52回グラミー賞では、本作が最優秀ロック・アルバム賞にノミネートされ、「マイ・ウェイ・ホーム」が最優秀ロック・ボーカル・パフォーマンス賞（デュオまたはグループ部門）にノミネートされた。
Stephen Thomas Erlewineはオールミュージックにおいて5点満点中3.5点を付け「彼らのとても魅力的な演奏には心地好い感触があり、簡素なセッティングによって、彼らのインタープレイにしっかりスポットライトが当てられている」と評している。

## ツアー
クラプトンとウィンウッドは、本作リリース後の2009年6月10日よりアメリカの14都市を回るツアーを行っており、このツアーではイアン・トーマスに代わってエイブラハム・ラボリエル・ジュニアがドラムスを担当した。また、2011年には11月から12月にかけてジャパン・ツアーを行い、この時にはスティーヴ・ガッドがドラムスを担当した。

## 収録曲

### CD

#### ディスク1
1. 泣きたい気持 - "Had to Cry Today" (Steve Winwood) – 7:47
2. ロウ・ダウン - "Low Down" (J.J. Cale) – 4:10
3. ゼム・チェンジズ - "Them Changes" (Buddy Miles) – 5:10
4. フォーエヴァー・マン - "Forever Man" (Jerry Lynn Williams) – 3:33
5. スリーピング・イン・ザ・グラウンド - "Sleeping in the Ground" (Sam Myers) – 4:50
6. プレゼンス・オブ・ザ・ロード - "Presence of the Lord" (Eric Clapton) – 5:23
7. グラッド - "Glad" (S. Winwood) – 4:13
8. オール・ライト - "Well All Right" (Jerry Allison, Buddy Holly, Joe B. Mauldin, Norman Petty) – 5:35
9. ダブル・トラブル - "Double Trouble" (Otis Rush) – 8:06
10. パーリー・クイーン - "Pearly Queen" (Jim Capaldi, S.Winwood) – 6:10
11. テル・ザ・トゥルース - "Tell the Truth" (E. Clapton, Bobby Whitlock) – 6:42
12. ノー・フェイス、ノー・ネイム、ノー・ナンバー - "No Face, No Name, No Number" (J. Capaldi, S.Winwood) – 4:09

#### ディスク2
1. アフター・ミッドナイト - "After Midnight" (J.J. Cale) – 4:45
2. スプリット・ディシジョン - "Split Decision" (Joe Walsh, S. Winwood) – 6:25
3. ランブリング・オン・マイ・マインド - "Rambling on My Mind" (Robert Johnson) – 4:01
4. 我が心のジョージア - "Georgia on My Mind" (Hoagy Carmichael, Stuart Gorrell) – 5:05
5. リトル・ウィング - "Little Wing" (Jimi Hendrix) – 6:42
6. ヴードゥー・チャイル - "Voodoo Chile" (J. Hendrix) – 16:23
7. マイ・ウェイ・ホーム - "Can't Find My Way Home" (S. Winwood) – 5:33
8. ディア・ミスター・ファンタジー - "Dear Mr. Fantasy" (J. Capaldi, S.Winwood, Chris Wood) – 7:41
9. コカイン - "Cocaine" (J.J. Cale) – 6:41

### DVD
1. "Had to Cry Today"
2. "Them Changes"
3. "Forever Man"
4. "Sleeping in the Ground"
5. "Presence of the Lord"
6. "Glad"
7. "Well All Right"
8. "Double Trouble"
9. "Pearly Queen"
10. "Tell the Truth"
11. "No Face, No Name, No Number"
12. "After Midnight"
13. "Split Decision"
14. "Rambling on My Mind"
15. "Georgia on My Mind"
16. "Little Wing"
17. "Voodoo Chile"
18. "Can't Find My Way Home"
19. "Dear Mr. Fantasy"
20. "Cocaine"

## レコーディング・メンバー
- エリック・クラプトン - ボーカル、ギター
- スティーヴ・ウィンウッド - ボーカル、ギター、キーボード
- クリス・ステイントン - キーボード
- ウィリー・ウィークス - ベース
- イアン・トーマス - ドラムス